# Homeț, Zolociv
Homeț (în ucraineană Хомець) este un sat în comuna Sasiv din raionul Zolociv, regiunea Liov, Ucraina.

## Demografie
Componența lingvistică a localității Homeț
     Ucraineană (100%)
Conform recensământului din 2001, toată populația localității Homeț era vorbitoare de ucraineană (100%).